# Everhard Korthals Altes (1933-2015)
Everardus (Everhard) Korthals Altes (Amsterdam, 27 juli 1933 - Den Haag, 19 februari 2015) was een Nederlands jurist die onder andere landsadvocaat en vicepresident van de Hoge Raad der Nederlanden was.
Korthals Altes, zoon van de Amsterdamse advocaat Regorus Korthals Altes en Louise van Eeghen en lid van de patriciaatsfamilie Korthals Altes, studeerde Nederlands recht aan de Gemeentelijke Universiteit van Amsterdam van 1954 tot 1958, waarna hij in 1960 advocaat werd bij het kantoor van mr. Leonard Pels Rijcken te Den Haag. Hij klom daar op tot lid van de maatschap (partner) en toen het kantoor in 1969 fuseerde met het kantoor van landsadvocaat mr. Eduard Droogleever Fortuijn tot Pels Rijcken & Droogleever Fortuijn werd hij daar partner. In 1970 trouwde hij te Renkum met Regina Marijke Rijckholt Bakker. In 1981 volgde hij Droogleever Fortuijn op als landsadvocaat, een functie die hij zou uitoefenen tot zijn benoeming in de Hoge Raad in 1987.
Op 20 mei 1987 werd Korthals Altes aanbevolen ter vervanging van Siep Martens, die tot vicepresident werd benoemd, en de benoeming volgde op 25 augustus; hij werd als landsadvocaat opgevolgd door Joan de Wijkerslooth, de latere voorzitter van het College van procureurs-generaal. Hij werd in eerste instantie benoemd in de belastingkamer, maar stapte na zeven jaar over naar de civiele kamer, om vervolgens in 1999 weer terug te keren naar de belastingkamer. Twee jaar na zijn benoeming in de Hoge Raad, in 1989, werd hij tevens staatsraad in buitengewone dienst. Wegens het vertrek van Steven Stoffer werd Korthals Altes op 31 mei 1999 benoemd tot vicepresident; hij bleef dat tot zijn ontslag wegens het bereiken van de 70-jarige leeftijd op 1 augustus 2003.
Korthals Altes overleed te Den Haag op 19 februari 2015 op 81-jarige leeftijd. Hij was een neef (oomzegger) van raadsheer in de Hoge Raad Everhard Korthals Altes (1898-1981) en een neef van oud-minister van Justitie Frits Korthals Altes. Zijn oudere broer Alexander Korthals Altes was hoogleraar handelsrecht aan de Universiteit Utrecht. Korthals Altes was Ridder in de Orde van de Nederlandse Leeuw.